# Aero A-18
De Aero A-18 (ook wel bekend als A.18) is een Tsjecho-Slowaaks dubbeldekker jachtvliegtuig gebouwd door Aero. De A-18 is een verdere ontwikkeling op de Ae-02 en de Ae-04, maar heeft ook sterke invloeden van de A-11. 

## Versies
De A-18b en A-18c waren speciaal aangepaste race versies van de A-18. Zij deden mee in de luchtraces van de Tsjecho-Slowaakse Vlieg Club in 1923 en 1924. Beiden wonnen ze de hun race. 

### A-18b
Deze versie is ontstaan uit de gewone A-18. Het is het resultaat als Aero wil deelnemen aan nationale luchtraces in 1923. De A-18b heeft in vergelijking met de A-18 een geringere spanwijdte en mist natuurlijk de bewapening.

### A-18c
De A-18c is een verdere ontwikkeling op de A-18b. Het verschil tussen de A-18b en A-18c ligt hem in de motor. De A-18c is uitgerust met een sterkere motor, de Walter W-IV (een licentie versie van de BMW-IV). Deze levert 220 kW (300 pk) in plaats van de standaard 138 kW (185 pk). Hiermee verbeterde de topsnelheid naar 275 km/h. Het toestel werd gevlogen door Josef Novák.

## Geschiedenis
De A-11 is ontworpen door Antonín Vlasák en Antonín Husník en vloog haar eerste vlucht in 1923. Dit prototype was een van de maar drie prototypes die Aero dat jaar liet vliegen. Toch werd de A-18 verkozen boven de A-19 en A-20 waar het mee concurreerde. Twintig A-18’s kwamen in dienst bij de Tsjecho-Slowaakse luchtmacht. In 1939 werden ze uit dienst genomen na de Duitse invasie van Tsjecho-Slowakije. Een replica van de A-18c is te bezichtigen in het Tsjechisch Militair Luchtvaart Muzeum, het Letecké Muzeum Kbely in Kbely, een Praagse wijk. Verder staat daar nog een replica van de standaard A-18.

## Specificaties
- Bemanning: 1
- Lengte: 5,90 m
- Spanwijdte: 7,60 m
- Hoogte: 2,86 m
- Vleugeloppervlak: 15,9 m2
- Leeggewicht: 637 kg
- Max. opstijggewicht: 826 kg

Aero A.18

- Motor: 1× Walter W-III (licentieversie van de BMW IIIa), 138 kW (185 pk)
- Maximumsnelheid: 229 km/h
- Vliegbereik: 400 km
- Plafond: 9 000 m
- Klimsnelheid: 9,8 m/s
- Bewapening: 2× .303 Vickers Machinegeweren

## Gebruikers
- Tsjecho-Slowakije